# اوگوداپولا
اوگوداپولا (به لاتین: Ogodapola) یک منطقهٔ مسکونی در سری‌لانکا است که در استان مرکزی (سری‌لانکا) واقع شده‌است.